# Jan Nekuda
R.D. ICLic. Mgr. Jan Nekuda (* 22. května 1961 Ivančice) je moravský římskokatolický duchovní, soudce Diecézního církevního soudu v Brně a kanovník Královské stoliční kapituly sv. Petra a Pavla v Brně.

## Životopis
Narodil se dne 22. května 1961 jako jeden ze tří dětí v Ivančicích. Pochází ze Zakřan, z farnosti Vysoké Popovice, kde dodnes[kdy?] žije jeho rodina.[zdroj?]
Dne 25. června 1989 přijal kněžské svěcení z rukou pražského světícího biskupa Jana Lebedy.
Od 1. července roku 1994 do července 2013 působil ve farnosti Pozořice. Dne 1. srpna 2013 byl ustanoven duchovním správcem farnosti Šlapanice a posléze děkanem modřickým.[ve zdroji nenalezeno]
V letech 2023 až 2025 působil ve farnostech Bořitov, Černá Hora a Dlouhá Lhota, kde nahradil odvolaného kněze Tomáše Žižkovského.[zdroj?] 1. srpna 2025[zdroj?] se stal farářem v Židlochovicích a administrátorem farnosti Nosislav.
Dne 14. září 2023 měl být při slavnostní mši sloužené biskupem Pavlem Konzbulem v katedrále svatého Petra a Pavla v Brně jmenován kanovníkem Královské stoliční kapituly v Brně.